# Лажеду (Лажеш-даш-Флореш)
Лажеду (порт. Lajedo) — район (фрегезия) в Португалии, входит в округ Азорские острова. Расположен на острове Флореш. Является составной частью муниципалитета Лажеш-даш-Флореш. Население составляет 107 человек на 2001 год. Занимает площадь 6,73 км².
Покровителем района считается Дева Мария (порт. Nossa Senhora dos Milagres).